# Eleições estaduais em Roraima em 2002
As eleições estaduais em Roraima em 2002 correram em 6 de outubro como parte das eleições gerais no Distrito Federal e em 26 estados. Foram eleitos o governador Flamarion Portela, o vice-governador Salomão Cruz, os senadores Romero Jucá e Augusto Botelho, além de oito deputados federais e vinte e quatro estaduais. Como nenhum dos candidatos a governador obteve metade mais um dos votos válidos, um segundo turno aconteceu em 27 de outubro e segundo a Constituição, o governador seria eleito para um mandato de quatro anos a começar em 1º de janeiro de 2003 sendo que o pleito transcorreu sob a luz da reeleição para cargos executivos conforme descrito na Emenda Constitucional nº 16 de 4 de junho de 1997, que beneficiava o presidente da República, governadores e prefeitos que se achassem no exercício do mandato.
Nas urnas prevaleceu a candidatura de Flamarion Portela, cearense natural de Coreaú. Eleito vereador de Boa Vista pelo PTR em 1992, licenciou-se do mandato para ocupar a Secretaria Municipal de Obras na administração da prefeita Teresa Surita e em 1994 foi eleito deputado estadual pelo PPR. Criado o PPB ingressou no partido e foi eleito vice-governador à chapa de Neudo Campos em 1998 sendo efetivado governador com a renúncia do titular para disputar um mandato de senador em 2002. Posto à frente do Palácio Senador Hélio Campos, o engenheiro eletricista Flamarion Portela tornou-se o segundo governador reeleito na história de Roraima.
O resultado, entretanto, foi contestado na Justiça Eleitoral pelo Brigadeiro Ottomar Pinto, candidato derrotado no segundo turno, e após demorada batalha judicial o Tribunal Superior Eleitoral determinou sua posse no cargo de governador em 10 de novembro de 2004 tendo Erci de Moraes como seu vice.
Natural de Petrolina, Ottomar Pinto ingressou na vida militar ao concluir o Curso de Formação de Oficiais da Escola de Aeronáutica Campo dos Afonsos no Rio de Janeiro e formou-se Médico e Engenheiro Civil pela Universidade Federal do Rio de Janeiro. Após morar algum tempo nos Estados Unidos, retornou ao Brasil e trabalhou em órgãos subordinados ao Ministério da Aeronáutica até aposentar-se como Brigadeiro. Em 1979 foi nomeado governador de Roraima pelo presidente João Figueiredo e manteve o cargo até 1983, sendo que nesse período migrou da ARENA para o PDS. Após a Nova República migrou para o PTB e embora perdendo as eleições para prefeito de Boa Vista em 1985 e 1988, elegeu-se deputado federal em 1986 e participou da Assembleia Nacional Constituinte que redigiu a Nova Constituição. Com a passagem de Roraima a estado, Ottomar Pinto foi eleito governador em 1990 e depois prefeito de Boa Vista em 1996.
Chamou atenção nas eleições legislativas a derrota do ex-governador Neudo Campos na disputa para senador visto que os eleitos foram Romero Jucá e Augusto Botelho.

## Resultados do primeiro turno
Com informações extraídas do Tribunal Superior Eleitoral.

### Presidência da República
| Candidatos a presidente da República | Candidatos a vice-presidente | Número | Coligação                                 | Votação | Percentual |
| ------------------------------------ | ---------------------------- | ------ | ----------------------------------------- | ------- | ---------- |
| Luiz Inácio Lula da Silva PT         | José Alencar PL              | 13     | Lula Presidente (PT, PL, PCdoB, PMN, PCB) | 71.952  | 44,96%     |
| Anthony Garotinho PSB                | José Antônio Almeida PSB     | 40     | Brasil Esperança (PSB, PTC, PGT)          | 39.974  | 24,98%     |
| Ciro Gomes PPS                       | Paulo Pereira da Silva PTB   | 23     | Frente Trabalhista (PPS, PTB, PDT)        | 28.063  | 17,54%     |
| José Serra PSDB                      | Rita Camata PMDB             | 45     | Grande Aliança (PSDB, PMDB)               | 19.195  | 12,00%     |
| José Maria de Almeida PSTU           | Dayse de Oliveira PSTU       | 16     | PSTU (sem coligação)                      | 693     | 0,43%      |
| Rui Pimenta PCO                      | Pedro Paulo de Abreu PCO     | 29     | PCO (sem coligação)                       | 140     | 0,09%      |

### Governo estadual
| Candidatos a governador do estado | Candidatos a vice-governador | Número | Coligação                                                                                        | Votação | Percentual |
| --------------------------------- | ---------------------------- | ------ | ------------------------------------------------------------------------------------------------ | ------- | ---------- |
| Ottomar Pinto PTB                 | Erci de Morais PPS           | 14     | Frente Trabalhista (PTB, PPS, PDT, PPB)                                                          | 76.358  | 49,25%     |
| Flamarion Portela PSL             | Salomão Cruz PFL             | 17     | Roraima de todos nós (PSL, PFL, PT, PCdoB, PL, PST, PTN, PSDC, PRP, PRONA, PHS, PMN, PAN, PTdoB) | 75.435  | 48,66%     |
| Petrônio Araújo PGT               | Rubens Ribeiro Filho PGT     | 30     | PGT (sem coligação)                                                                              | 2.349   | 1,51%      |
| Leopoldo Júnior PCO               | Maria das Graças Paulo PCO   | 29     | PCO (sem coligação)                                                                              | 512     | 0,33%      |
| Carlos Levischi PRTB              | Aldrin Quadros PRTB          | 28     | PRTB (sem coligação)                                                                             | 388     | 0,25%      |

### Senado Federal
| Candidatos a senador da República | Candidatos a 1º suplente de senador         | Número | Coligação                               | Votação | Percentual |
| --------------------------------- | ------------------------------------------- | ------ | --------------------------------------- | ------- | ---------- |
| Romero Jucá PSDB                  | Wirlande da Luz PSDB Delacir de Melo Lima - | 456    | PSDB (sem coligação)                    | 94.679  | 30,83%     |
| Augusto Botelho PDT               | Neides Batista PDT Ernesto Martins -        | 121    | Frente Trabalhista (PTB, PPS, PDT, PPB) | 77.635  | 25,28%     |
| Marluce Pinto PMDB                | José Evandro Moreira PMDB                   | 151    | PMDB (sem coligação)                    | 56.296  | 18,33%     |
| Neudo Campos PFL                  | Dorival Maranhão PFL                        | 251    | PFL (sem coligação)                     | 33.382  | 10,87%     |
| Getúlio Cruz PT                   | Flávio Bezerra da Silva PT                  | 133    | PT (sem coligação)                      | 31.672  | 10,31%     |
| Elair Morais PL                   | Francisco Nogueira PL                       | 222    | PL (sem coligação)                      | 6.000   | 1,95%      |
| Eli Oliveira PSD                  | Everton Campos PSD                          | 411    | Muda Roraima (PSD, PSB, PSC, PTC)       | 3.352   | 1,09%      |
| Josué dos Santos Filho PSB        | Amazonas Araújo PSB                         | 401    | Muda Roraima (PSD, PSB, PSC, PTC)       | 1.443   | 0,47%      |
| João Salazar PRP                  | Carlos Augusto Nunes PRP                    | 445    | PRP (sem coligação)                     | 1.212   | 0,39%      |
| Hely de Deus PRONA                | Manoel Luz PRONA                            | 566    | PRONA (sem coligação)                   | 888     | 0,29%      |
| Francisco Monteiro PCO            | Junio Menezes PCO                           | 291    | PCO (sem coligação)                     | 574     | 0,19%      |
| Fontes:                           |                                             |        |                                         |         |            |

### Deputados federais eleitos
São relacionados a seguir os candidatos eleitos com informações complementares da Câmara dos Deputados.

Representação eleita
  PFL: 3
  PDT: 2
  PPB: 1
  PST: 1
  PL: 1

| Número | Deputado federal eleito | Partido | Votação | Percentual | Cidade onde nasceu | Unidade federativa ou país |
| 1818   | Maria Helena Rodrigues  | PST     | 15.620  | 9,24%      | Santo Ângelo       | Rio Grande do Sul          |
| 2525   | Chico Rodrigues         | PFL     | 15.475  | 9,16%      | Recife             | Pernambuco                 |
| 2545   | Luciano Castro          | PFL     | 14.138  | 8,37%      | Fortaleza          | Ceará                      |
| 2233   | Alceste Almeida         | PL      | 9.436   | 5,58%      | Manaus             | Amazonas                   |
| 1133   | Pastor Frankenbergen    | PPB     | 9.198   | 5,44%      | Boa Vista          | Roraima                    |
| 2555   | Suely Campos            | PFL     | 7.280   | 4,31%      | Boa Vista          | Roraima                    |
| 1234   | Moises Lipnik           | PDT     | 6.664   | 3,94%      | Cáli               | Colômbia                   |
| 1236   | Rodolfo Pereira         | PDT     | 6.488   | 3,84%      | Boa Vista          | Roraima                    |

## Deputados estaduais eleitos
- Nota: Em itálico, os deputados eleitos por média.

Representação eleita
  PSL: 3
  PSDB: 3
  PFL: 2
  PST: 2
  PTB: 2
  PTN: 2
  PSD: 2
  PPS: 1
  PSB: 1
  PPB: 1
  PMDB: 1
  PDT: 1
  PT: 1
  PAN: 1
  PRP: 1

Fonteː
| Número | Deputados estaduais eleitos | Partido | Votação | Percentual | Cidade onde nasceu  | Unidade federativa  |
| 17258  | Mecias de Jesus             | PSL     | 4.516   | 2,64%      | Graça Aranha        | Maranhão            |
| 17777  | Berinho                     | PSL     | 3.144   | 1,84%      | Boa Vista           | Roraima             |
| 25123  | Jalser Renier               | PFL     | 3.139   | 1,83%      | Boa Vista           | Roraima             |
| 25188  | Chico Guerra                | PFL     | 3.010   | 1,76%      | Caracaraí           | Roraima             |
| 23123  | Airton Cascavel             | PPS     | 2.921   | 1,70%      | Capanema            | Paraná              |
| 18180  | Édio Lopes                  | PST     | 2.632   | 1,54%      | Presidente Epitácio | São Paulo           |
| 17456  | Dr. Célio Wanderley         | PSL     | 2.449   | 1,33%      | Boa Vista           | Roraima             |
| 45045  | Marcos da Byte              | PSDB    | 2.113   | 1,23%      | Fortaleza           | Ceará               |
| 45125  | Raul Prudente de Moraes     | PSDB    | 2.071   | 1,21%      | Rio de Janeiro      | Rio de Janeiro      |
| 45222  | Raul Lima                   | PSDB    | 2.006   | 1,17%      | Boa Vista           | Roraima             |
| 40444  | Gute                        | PSB     | 1.879   | 1,09%      | Curitiba            | Paraná              |
| 11333  | Presbítero Nazareno         | PPB     | 1.878   | 1,09%      | Benjamin Constant   | Amazonas            |
| 14567  | Dra. Marília                | PTB     | 1.731   | 1,01%      | Rio de Janeiro      | Rio de Janeiro      |
| 15789  | Lúcia Peixoto               | PMDB    | 1.728   | 1,01%      | Porto de Moz        | Pará                |
| 19789  | Naldo da Loteria            | PTN     | 1.710   | 1,00%      | Pesqueira           | Pernambuco          |
| 12345  | Sérgio Ferreira             | PDT     | 1.708   | 0,99%      | Boa Vista           | Roraima             |
| 14111  | Tião Portella               | PTB     | 1.505   | 0,88%      | Caçador             | Santa Catarina      |
| 18523  | Elizeu                      | PST     | 1.476   | 0,86%      | Pocrane             | Minas Gerais        |
| 19555  | Flávio Chaves               | PTN     | 1.455   | 0,85%      | Boa Vista           | Roraima             |
| 13613  | Titonho                     | PT      | 1.230   | 0,72%      | Crateús             | Ceará               |
| 41888  | Vantan Praxedes             | PSD     | 1.205   | 0,70%      | Caraúbas            | Rio Grande do Norte |
| 41455  | Braga                       | PSD     | 1.178   | 0,68%      | Autazes             | Amazonas            |
| 26655  | Malu                        | PAN     | 1.144   | 0,66%      | Alenquer            | Pará                |
| 44123  | Chico das Verduras          | PRP     | 972     | 0,56%      | Pio XII             | Maranhão            |

## Resultados do segundo turno
Com informações extraídas do Tribunal Superior Eleitoral.

### Presidência da República
| Candidatos a presidente da República | Candidatos a vice-presidente | Número | Coligação                                 | Votação | Percentual |
| ------------------------------------ | ---------------------------- | ------ | ----------------------------------------- | ------- | ---------- |
| Luiz Inácio Lula da Silva PT         | José Alencar PL              | 13     | Lula Presidente (PT, PL, PCdoB, PMN, PCB) | 104.087 | 65,56%     |
| José Serra PSDB                      | Rita Camata PMDB             | 45     | Grande Aliança (PSDB, PMDB)               | 54.692  | 34,44%     |

### Governo estadual
| Candidatos a governador do estado | Candidatos a vice-governador | Número | Coligação                                                                                        | Votação | Percentual |
| --------------------------------- | ---------------------------- | ------ | ------------------------------------------------------------------------------------------------ | ------- | ---------- |
| Flamarion Portela PSL             | Salomão Cruz PFL             | 17     | Roraima de todos nós (PSL, PFL, PT, PCdoB, PL, PST, PTN, PSDC, PRP, PRONA, PHS, PMN, PAN, PTdoB) | 87.036  | 53,49%     |
| Ottomar Pinto PTB                 | Erci de Morais PPS           | 14     | Frente Trabalhista (PTB, PPS, PDT, PPB)                                                          | 75.675  | 46,51%     |